# Sadriddin Ayni
Sadriddin Ayni, nato Sadriddin Said-Murodzoda (tagiko: Садриддин Айнӣ, fārsi: صدرالدين عيني; Soktare, 15 aprile 1878 – Dušanbe, 15 luglio 1954), è stato un poeta, romanziere, giornalista e intellettuale tagiko.
Rilevante figura del panorama culturale del suo paese, è considerato il padre della letteratura tagica: è suo, infatti, il primo romanzo scritto in lingua tagica (Dochunda, del 1927)

## Origini e infanzia
Nacque nel villaggio di Soktare, oggi chiamato Ayni in suo onore, (nel distretto di Gijduvon, allora facente parte dell'emirato di Bukhara, a circa quaranta chilometri a nord est della capitale), in una famiglia del ceto medio dedita all'artigianato. Suo padre, Said Murod Whodja, era uno scalpellino che, nonostante avesse avuto la possibilità di frequentare una madrasa, non riuscì a portare a compimento gli studi a causa di difficoltà familiari; fu questo il motivo primario che lo spinse a cercare in ogni modo di fornire un'istruzione valida e adeguata ai suoi figli e nel 1884 Ayni iniziò gli studi presso un istituto privato del suo villaggio.

## Gli studi
Nel 1889 un'epidemia causò la morte dei suoi genitori e nel 1890, all'età di dodici anni, si trasferì a Bukhara per proseguire gli studi. Per sostenersi economicamente si dedicò a vari lavori, fino a quando non venne assunto nella servitù della casa di Muhammad Sharīfjān Makhdūm, (conosciuto come Ṣadr-i Żiyā), Gran Qadi (o Każi) della città, intellettuale, amante della letteratura, bibliofilo e lui stesso poeta. Frequentata da scrittori, musicisti e letterati, la sua casa divenne presto il centro culturale di Bukhara e questa fu la prima opportunità per il giovane Ayni di entrare in contatto con l'élite culturale del paese.
Nel 1892 iniziò a seguire gli insegnamenti di Domulla Ikramcha, eminente professore di Bukhara di idee progressiste e nel 1894 approcciò la poesia, scrivendo con lo pseudonimo di Mardikari. Il suo lavoro letterario è inizialmente sviluppato nell'ambito della poesia, strutturata sui temi della natura e dell'amore (ghazal) alla maniera classica. Al contempo lavora come contabile presso l'azienda di un ricco personaggio del luogo.
Negli anni successivi studiò nella madrasa Hajizoda e si avvicinò alla figura di Muhammadsiddiq Hairat, poeta e letterato tagiko, divenendone amico. In questo periodo la sua assidua frequentazione dei circoli letterari della città lo fece emergere come promettente personalità della cultura del suo paese e nel 1896 adottò lo pseudonimo di Ayni, che porterà per tutta la vita. In seguito si trasferì a studiare presso la madrasa Kukaltosh.
Si avvicinò al il movimento jadidista. Una delle attività del movimento era finalizzata alla promozione del rinnovamento del sistema scolastico in alternativa a quello proposto dalle madrase tradizionali che egli stesso aveva frequentato.

## Una nuova consapevolezza
All'inizio del nuovo secolo avvenne l'incontro con Ahmad Makhdum Donish: poeta, pittore, teorico delle riforme, costui ebbe modo di recarsi per tre volte in Russia, viaggi che influirono in maniera sostanziale sulla sua visione del mondo e in particolare sulla situazione politico-culturale e sociale del suo paese d'origine, riflessioni che si esplicitarono nel suo scritto Navodir al-Vaqoye. Queste teorizzazioni incisero in modo rilevante anche sulle opinioni di Ayni, suscitandogli una nuova consapevolezza riguardo alla società e alla politica, aiutandolo a sviluppare in lui la percezione della determinante importanza del ruolo degli intellettuali nella formazione e nella creazione di un nuovo tessuto culturale da cui partire per l'evoluzione di una coscienza della cultura tagika.
Nel 1907 completò gli studi presso la madrasa e il suo mecenate, Sharīfjān Makhdūm, acquistò per lui una casa presso la madrasa Kukeldash, ma l'anno successivo Ayni lasciò Bukhara per Samarcanda, dove conobbe Abdulqadir Shakuri, eminente insegnante della città, e con lui le sue nuove teorie sui sistemi educativi, realizzati attraverso la fondazione di una nuova scuola e la stesura di testi scolastici per l'utilizzo nella stessa. Anche questa amicizia influì notevolmente sulla crescita intellettuale di Ayni e che sfocerà nella sua produzione letteraria dedicata alla didattica a supporto dei suoi sforzi per il rinnovamento del sistema scolastico tagiko.
A seguito di ciò tutta la sua produzione, assieme alla sua nuova coscienza, mutò argomenti e soggetti rappresentati, contestualmente all'impatto che ebbe su di lui lo scoppio della Rivoluzione russa, finalizzandosi alla promozione delle istanze della stessa, in Tagikistan e Uzbekistan, attraverso le pagine dei più importanti giornali della regione. I cambiamenti sociali e politici avvenuti in Asia centrale dopo la rivoluzione e la guerra civile, influenzarono profondamente la letteratura tagica e in particolar modo la produzione letteraria di Ayni.
Fu membro del Soviet Supremo del Tagikistan per vent'anni e il primo presidente dell'Accademia delle scienze della Repubblica socialista sovietica tagika; fu insignito per tre volte dell'Ordine di Lenin.
Morì il 15 luglio 1954 a Dušanbe, dove si trova un mausoleo in suo onore.